# Minden (Sauer)
Minden ist eine Ortsgemeinde im Eifelkreis Bitburg-Prüm in Rheinland-Pfalz, an der Sauer. Sie gehört der Verbandsgemeinde Südeifel an. Minden ist ein staatlich anerkannter Erholungsort.

## Geographie
Minden liegt an der Mündung der Prüm in die Sauer, einem Nebenfluss der Mosel, der hier die Grenze zu Luxemburg bildet.
Nachbarorte von Minden sind die Ortsgemeinde Menningen im Norden, der Ortsteil Edingen der bereits zum Landkreis Trier-Saarburg gehörenden Ortsgemeinde Ralingen im Südosten, auf der anderen Seite des Flusses das luxemburgische Steinheim (Ortsteil der Gemeinde Rosport-Mompach) im Süden, sowie die Ortsgemeinden Echternacherbrück im Westen und Irrel im Nordwesten.

## Geschichte
Auf der Gemarkung des Ortes Minden lassen sich Funde aus prähistorischer Zeit sowie römische und fränkische Besiedlungsspuren nachweisen. Aus römischer Zeit stammt ein größeres Brandgräberfeld nordwestlich des Ortes mit 40 einzelnen Bestattungen.
Die erste bekundete schriftliche Erwähnung findet sich in einer Urkunde aus dem 12. Jahrhundert, in der von einem „früher der Abtei Echternach gehörenden Gut bei der Mühle in Munda“ die Rede ist. Im 15. Jahrhundert war Johan von Vinstingen, Falkenstein und Bettingen Besitzer von Minden. Die Taxa generalis erwähnt nach 1326 eine Kirche in „Munda“. Sie wurde zu Beginn des 12. Jahrhunderts in romanischem Stil erbaut und ist, 1717 erweitert oder umgebaut, bis heute erhalten. Pfarrlich gehörte Minden zusammen mit Menningen und Irrel bis zu deren Auflösung im Zusammenhang mit der Französischen Revolution zur Großpfarrei St. Peter und Paul in Echternach, danach kam der Ort mit Menningen 1802 zur Pfarrei Edingen. Im Dezember 2007 wurden beide Orte im Rahmen der Strukturreformen des Bistums Trier aus dieser Pfarrei herausgenommen und in die Pfarrgemeinde Irrel inkorporiert.
Während in der Vergangenheit das Gros der Bevölkerung seinen Erwerb innerhalb der Landwirtschaft fand, gibt es mittlerweile nur noch einige wenige aktive Bauernhöfe in Minden. Viele der Einwohner arbeiten heutzutage im benachbarten Luxemburg.
Am 7. Juni 1969 wurde Minden aus dem später aufgelösten Landkreis Trier aus- und in den Landkreis Bitburg eingegliedert.
Statistik zur Einwohnerentwicklung
Die Entwicklung der Einwohnerzahl von Minden, die Werte von 1871 bis 1987 beruhen auf Volkszählungen:
| Jahr | Einwohner |
| ---- | --------- |
| 1815 | 120       |
| 1835 | 204       |
| 1871 | 215       |
| 1905 | 207       |
| 1939 | 208       |
| 1950 | 232       |
| 1961 | 223       |

| Jahr | Einwohner |
| ---- | --------- |
| 1970 | 233       |
| 1987 | 252       |
| 2005 | 163       |
| 2011 | 203       |
| 2017 | 236       |
| 2023 | 259       |

In den letzten Jahren gab es einen verstärkten Zuzug von Menschen aus Luxemburg: Im Jahr 2019 waren von insgesamt 265 Einwohnern 47 Luxemburger (17,7 %). Im Jahr 2009 waren von 209 Einwohnern nur 12 Luxemburger (5,7 %).

## Politik

### Gemeinderat
Der Gemeinderat in Minden besteht aus sechs Ratsmitgliedern, die bei der Kommunalwahl am 9. Juni 2024 in einer Mehrheitswahl gewählt wurden, und dem ehrenamtlichen Ortsbürgermeister als Vorsitzendem.

### Bürgermeister
Franz-Josef Ferring wurde am 28. August 2019 Ortsbürgermeister von Minden. Da bei der Direktwahl am 26. Mai 2019 kein gültiger Wahlvorschlag eingereicht wurde, oblag die Neuwahl des Bürgermeisters gemäß rheinland-pfälzischer Gemeindeordnung dem Rat, der sich auf seiner konstituierenden Sitzung für Ferring entschied. Bei der Direktwahl am 9. Juni 2024 wurde erneut kein Wahlvorschlag eingereicht. Franz-Josef Ferring wurde vom neu gewählten Rat am 9. Juli für weitere fünf Jahre in seinem Amt bestätigt.
Ferrings Vorgänger als Ortsbürgermeister war bis 2019 Leo Zehren.

### Wappen
| Wappen von Minden | Blasonierung: „Silber, durch eine blaue Quellendeichsel geteilt; oben eine zweibogige rote Brücke, rechts eine rot-silberne Magierfibel, links eine rote heraldische Lilie, belegt mit einem silbernen Kreuz.“ |
| Wappen von Minden | Wappenbegründung: In Minden, das beiderseits der hier einmündenden Prüm, an der Sauer liegt, hatten Brücken immer eine besondere Bedeutung. Nachweislich ist eine mehrbogige Steinbrücke, die hier über die in die Sauer mündenden Prüm führte. Die Region um Minden war ein Mittelpunkt urnenfeldzeitlicher Besiedlung, was durch den Fund von drei Goldblechscheibenfibeln sowie der berühmten „Magier-Fibel“ von Minden nachgewiesen werden konnte. Diese wurden symbolisch in das Wappen aufgenommen. Die rote heraldische Lilie, die mit einem silbernen Kreuz belegt ist, steht für das langjährige Besitztum des Klosters Echternach im Mittelalter. Die Sauer, die im Wappen als blaue Wellenleiste dargestellt wird, wurde damals zum Grenzfluss. Die senkrechte blaue Wellenleiste zeigt das Mündungsgebiet der Prüm. |

## Sehenswertes

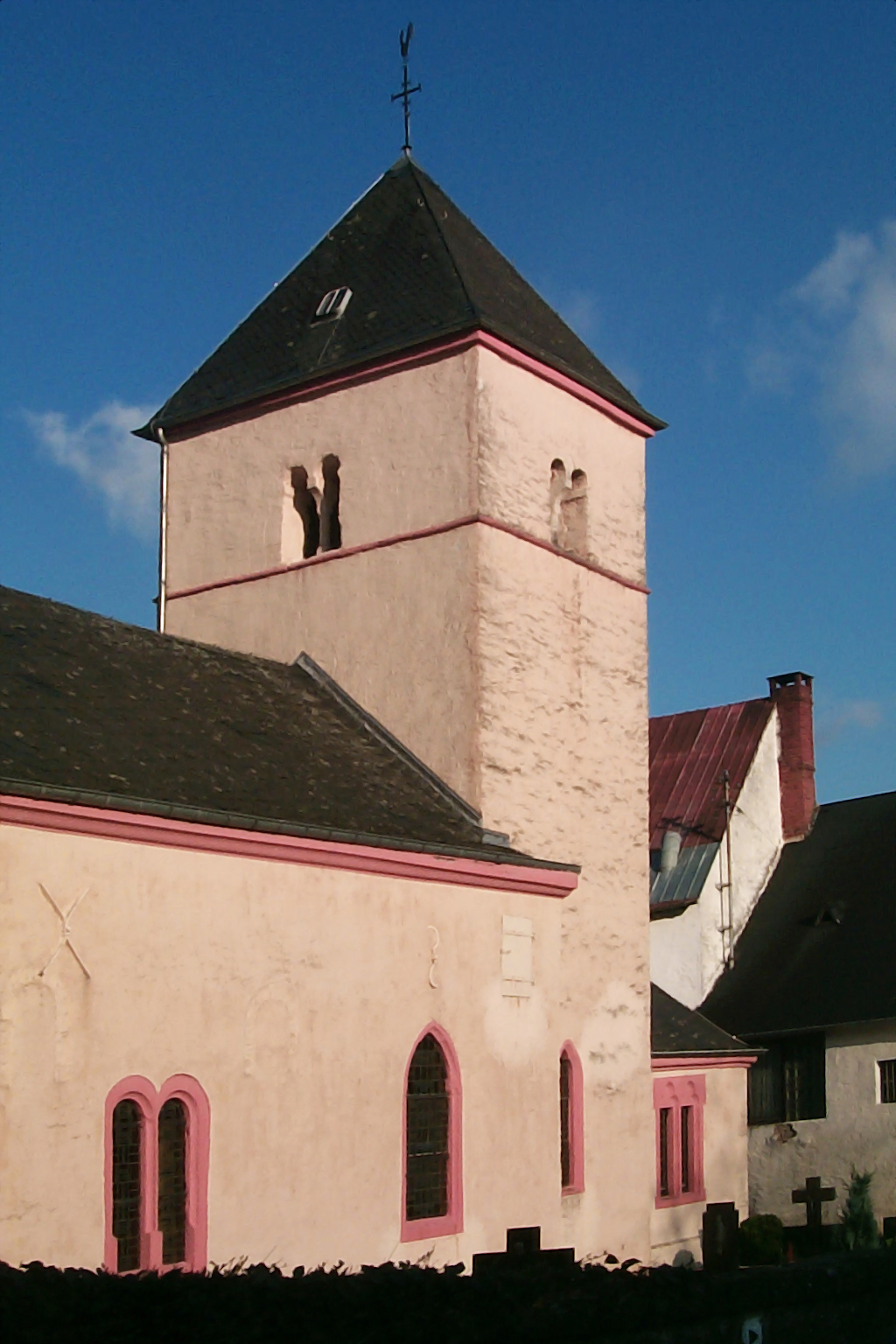
St. Silvester

- Die dem heiligen Silvester geweihte romanische Dorfkirche aus dem 12. Jahrhundert mit Chorturm.
- Wegkreuz aus 1747

Siehe auch: Liste der Kulturdenkmäler in Minden

## Verkehr
Minden (Sauer) war Haltepunkt (ohne Empfangsgebäude) der Nims-Sauertalbahn Bitburg-Erdorf – Igel. Diese Bahnstrecke wurde zuletzt noch sporadisch im Güterverkehr bis zur endgültigen Stilllegung und anschließendem Rückbau des Streckenabschnitts Wolsfeld – Irrel (– Edingen Bez Trier) im Jahre 1988 betrieben. Auf der Trasse dieser Bahnlinie verläuft auch im Bereich von Minden der Sauertal-Radweg.
Der Ort liegt an der parallel zur Sauer verlaufenden Bundesstraße 418, von der im Ort die entlang der Prüm verlaufende Landesstraße L 4 abzweigt.